# Cuprossilício
Cuprossilício ou cobre de silício é uma liga de cobre e silício, cuja percentagem deste elemento pode variar de 0,02 a 30%.  
As ligas mais conhecidas contêm 3 a 4% de Si e apresentam elevada tenacidade e resistência à rotura (Tr = 50 kgf/mm2). Empregam-se na fundição de peças de formas complicadas.